# Maison Piast
La dynastie Piast est une lignée de rois et de ducs qui ont gouverné la Pologne depuis son apparition en tant qu’État indépendant, de 960 jusqu’en 1370. Les descendants des Piast ont continué à régner sur les différents duchés provenant de la fragmentation du territoire polonais, en Mazovie jusqu’en 1526 et en Silésie jusqu’en 1675.

## Origine du nom
Piast est l’ancêtre légendaire de cette dynastie. Son nom est mentionné pour la première fois dans la Gesta principum Polonorum (en) de Gallus Anonymus, écrite vers 1113. Bien que très tôt dans l’histoire, les ducs et les rois se considèrent eux-mêmes comme les descendants de Piast, ce sont des historiens du XVIIe siècle, travaillant pour les souverains des duchés de Silésie, qui parlent les premiers de dynastie Piast.

## Histoire
- Histoire de la Pologne durant la dynastie Piast (en)

Les premiers Piast, probablement originaires des Polanes, sont mentionnés autour de 940 sur le territoire de Grande-Pologne à la forteresse de Giecz. Peu de temps après, ils établissent leur résidence à Gniezno, où le prince Mieszko Ier de Pologne règne sur la Civitas Schinesghe vers l'an 960. Les Piast règnent également temporairement sur la Poméranie, la Bohême et la Lusace, ainsi que la Ruthénie et la région de Spiš, dans l'actuelle Slovaquie. Suivant leur position, les souverains portaient le titre de duc ou de roi.
La monarchie polonaise doit faire face à la politique expansionniste du Saint-Empire romain germanique à l'ouest. Les souverains Piast comme Mieszko Ier, Casimir Ier le Restaurateur ou Ladislas Ier Herman tentent de protéger l'État polonais par des traités, des serments d'allégeance et par des mariages avec les dynasties ottonienne et salienne. Les Přemyslides de Bohême, les Árpád de Hongrie et leurs successeurs Anjou, les Rus' de Kiev et plus tard l'État monastique des chevaliers Teutoniques ainsi que le grand-duché de Lituanie sont de puissants voisins.
La position des Piast s’affaiblit considérablement, après la mort de Boleslas III (1138). Pendant près de 150 ans, la Pologne se fragmente en plusieurs duchés qui se fragmentent à leur tour. Les ducs Piast luttent alors pour s'emparer du trône de Cracovie, capitale de la Petite-Pologne et apanage du duc princeps de Pologne. De nombreux ducs comme Mieszko III le Vieux, Ladislas III ou Lech le Blanc ne sont couronnés que pour être aussitôt renversés. Au XIVe siècle, la branche aînée des Piast de Silésie, descendant de Ladislas II le Banni se sépare de la Pologne et fait allégeance à la Couronne de Bohême.
En 1370, la branche cadette des Piast s'éteint et avec elle la lignée royale. La couronne polonaise échoit à Louis Ier, roi de Hongrie, fils d'Élisabeth Piast. La branche des Piast de Mazovie disparaît avec la mort de Janusz III, en 1526. Georges Guillaume de Legnica est le dernier des Piast de Silésie à régner. Il meurt en 1675. Son oncle, le comte Auguste de Legnica, le dernier descendant mâle de la dynastie Piast, meurt en 1679. La dernière héritière légitime, la duchesse Caroline de Legnica-Brieg (en), meurt en 1707. Elle est inhumée dans l'abbaye de Trzebnica. 
De nombreuses familles, comme celles des descendants illégitimes du duc de Silésie, Venceslas de Cieszyn, lient encore leur généalogie à la dynastie Piast.

## Armoiries de la dynastie Piast

Blason des Piast de Petite-Pologne.
Blason de Piast de Grande-Pologne (à partir de Przemysł II).
Blason des Piast de Basse-Silésie.
Blason des Piast de Haute-Silésie.
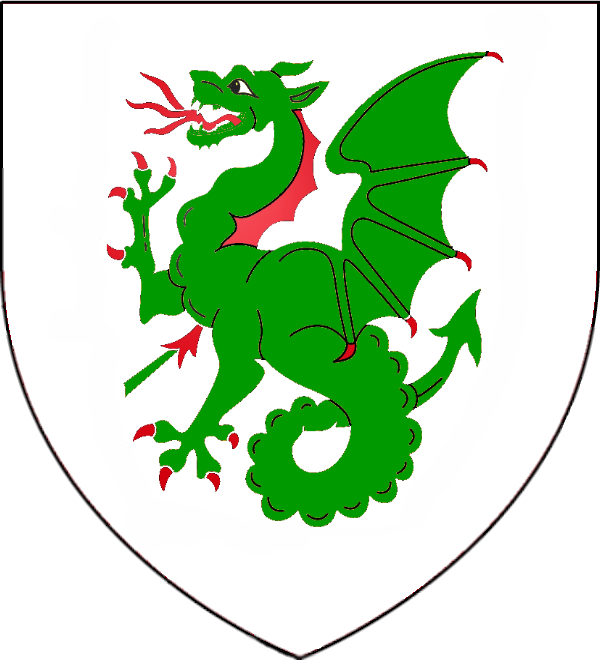
Blason des Piast de Mazovie.
Blason des Piast d'Opole-Racibor.
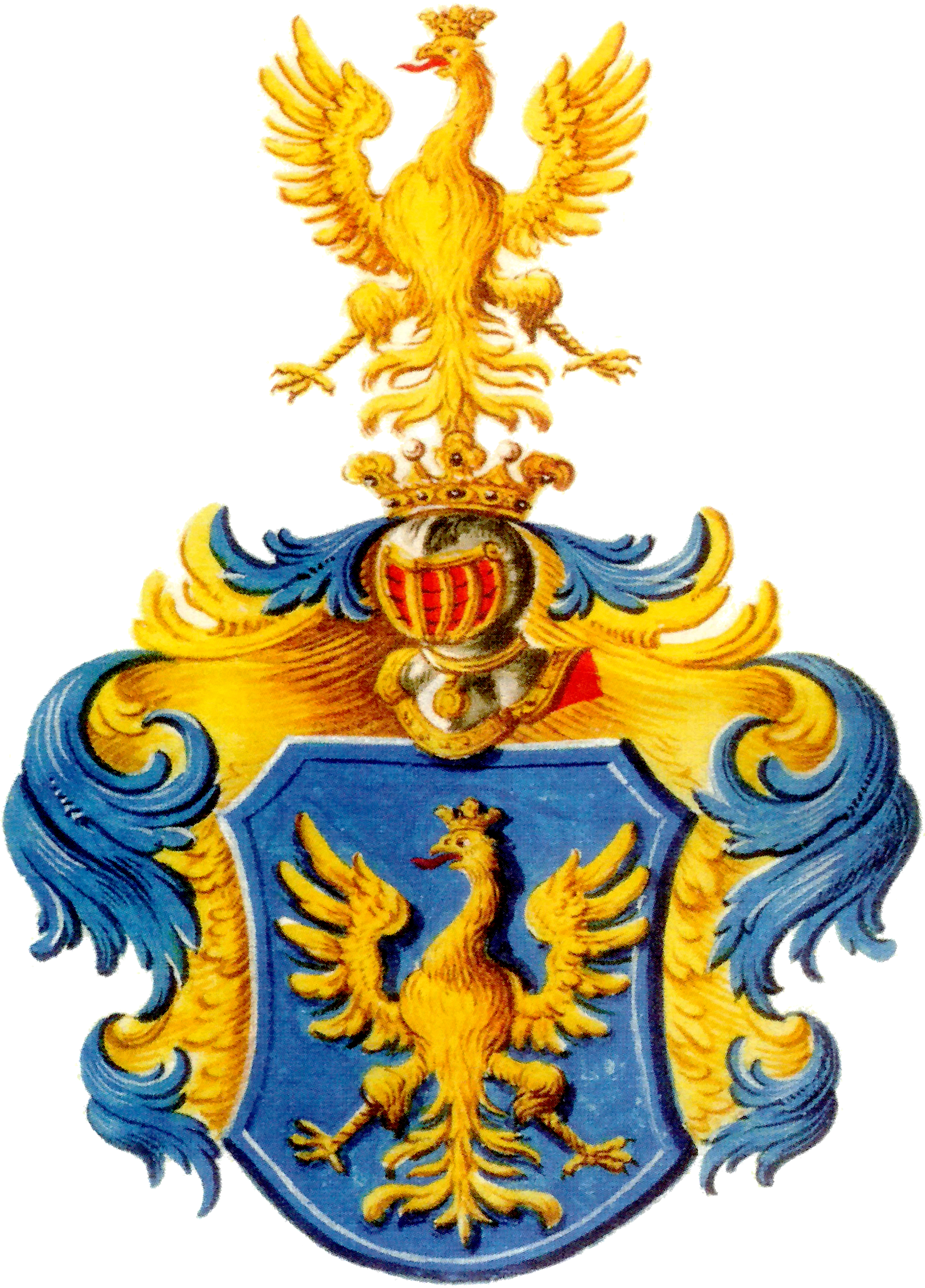
Blason des Piast de Cieszyn.
Blason des piast de Legnica.
Blason des Piast Legnica-Brest.
Blason des Piast de Swidnica et Jawor.
Blason des Piast de Swidnica et Jawor (à partir de 1368).

## Liste des membres de la dynastie

### Ducs des Polanes
- Chościsko (pl), IXe siècle
- Piast le Charron IXe siècle, fils de Chościsko, souverain légendaire des Polanes, fondateur de la dynastie Piast
- Siemovit IXe siècle, fils de Piast le Charron et de Rzepicha (pl), souverain légendaire des Polanes.
- Lestko IXe siècle - Xe siècle, fils de Siemovit, souverain légendaire des Polanes.
- Siemomysł Xe siècle, fils de Lestko, souverain légendaire des Polanes.

### Ducs et rois de Pologne
- Mieszko Ier de Pologne (né vers 940 – 25 mai 992), fils de Siemomysł, premier souverain chrétien de Pologne, duc vers 960 jusqu'à 992
- Boleslas Ier de Pologne (né en 967 – 17 juin 1025), fils de Mieszko Ier et de Dubravka, duc de 992 à 1025 puis roi du 18 avril 1025 au 17 juin 1025
- Mieszko II de Pologne (né vers 990 – 10/11 mai 1034), fils de Boleslas Ier et d'Emnilda de Lusace, roi de 1025 à 1031
- Bezprym (né vers 986 – 1032), fils de Boleslas Ier et de Judith de Hongrie, duc de 1031 à 1032
- Otto Bolesławowic (1000 - 1033), fils de Boleslas Ier et d'Emnilda de Lusace, duc en 1032
- Dytryk (pl) (né après 992 - décédé après 1032), petit-fils de Mieszko Ier et Oda von Haldensleben, duc de 1032 à 1032/1033
- Mieszko II de Pologne (né vers 990 – 10/11 mai 1034, restauré duc de 1033 à 1034

(* Boleslas l'Oublié (pl) (né avant 1016 – mort en 1038/1039), duc semi-légendaire de 1034 à 1038/1039, existence contestée)
- Casimir Ier le Restaurateur (né le 25 juin 1016 – mort le 28 novembre 1058), fils de Mieszko II et de Richezza de Lorraine, duc de 1039 à 1058
- Boleslas II de Pologne (né vers 1041/1042 – mort le 2 avril/3 avril 1081/1082, fils de Casimir Ier et de Maria Dobroniega de Kiev, duc de 1058 à 1076 puis roi de 1076 à 1079
- Ladislas Ier Herman (né vers 1044 – mort le 4 juin 1102, fils de Casimir Ier et de Maria Dobroniega de Kiev, duc de 1079 à 1102
- Zbigniew (né vers 1073 – mort le 8 juillet 1113, fils de Ladislas Ier et de sa première épouse Przecława, duc de 1102 à 1107
- Boleslas III Bouche-Torse (né le 20 août 1086 – mort le 28 octobre 1138), fils de Ladislas Ier et de Judith de Bohême, duc associé de 1102 à 1107 puis seul de 1107 à 1138, introduit le principe de primauté séniorale dans son testament.

### Grands ducs de Pologne
- Ladislas II le Banni (né en 1105 – mort le 30 mai 1159), fils de Boleslas III et de Zbysława de Kiev, grand-duc princep de Pologne de 1138 à 1146 et duc de Silésie
- Boleslas IV de Pologne (né vers 1125 – mort le 5 janvier 1173), fils de Boleslas III et de Salomé von Berg, grand-duc princep de Pologne de 1146 à 1173 et duc de Mazovie.
- Mieszko III le Vieux (né vers 1127 – mort le 13 mars 1202, fils de Boleslas III et de Salomé von Berg, grand-duc princep de Pologne de 1173 à 1177 et duc de Grande-Pologne
- Casimir II le Juste (né vers 1138 – mort le 5 mai 1194, fils de Boleslas III et de Salomé von Berg, grand-duc princep de Pologne de 1177 à 1190 et duc de Duc de Wiślica et de Sandomierz
- Mieszko III le Vieux (né vers 1127 – mort le 13 mars 1202), grand-duc princep de Pologne de 1190 à 1190 (première restauration)
- Casimir II le Juste (né vers 1138 – mort le 5 mai 1194, grand-duc princep de Pologne de 1190 à 1190 (restauration)
- Lech le Blanc (né vers 1186 – mort le 24 novembre 1227), fils de Casimir II et d'Hélène de Znojmo, grand-duc princep de Pologne de 1194 à 1198 et duc de Sandomierz
- Mieszko III le Vieux (né vers 1127 – mort le 13 mars 1202), grand-duc princep de Pologne de 1198 à 1199 (seconde restauration)
- Lech le Blanc (né vers 1186 – mort le 24 novembre 1227), grand-duc princep de Pologne de 1199 à 1199 (première restauration)
- Mieszko III le Vieux (né vers 1127 – mort le 13 mars 1202), grand-duc princep de Pologne de 1199 à 1202 (troisième restauration)
- Ladislas III de Pologne (né vers 1161/66 – mort le 3 novembre 1231, fils de Mieszko III et d'Eudoxia de Kiev, grand-duc princep de Pologne de 1202 à 1202 et duc de Grande-Pologne
- Lech le Blanc (né vers 1186 – mort le 24 novembre 1227), grand-duc princep de Pologne de 1202 à 1210 (seconde restauration)
- Mieszko Ier Jambes Mêlées (né vers 1130 – mort le 16 mai 1211), fils de Ladislas II et d'Agnès de Babenberg, grand-duc princep de Pologne de 1210 à 1211 et duc de Silésie
- Lech le Blanc (né vers 1186 – mort le 24 novembre 1227), grand-duc princep de Pologne de 1211 à 1225 (troisième restauration)
- Henri Ier le Barbu (né vers 1165 – mort le 19 mars 1238), fils de Boleslas Ier le Long et de Christine, grand-duc princep de Pologne de 1225 à 1225 et duc de Silésie
- Lech le Blanc (né vers 1186 – mort le 24 novembre 1227), grand-duc princep de Pologne de 1225 à 1227 (quatrième restauration)
- Ladislas III de Pologne (né vers 1161/66 – mort le 3 novembre 1231), grand-duc princep de Pologne de 1227 à 1229 (restauration)
- Conrad Ier de Mazovie (né vers 1187/88 – mort le 31 août 1247), fils de Casimir II et d'Hélène de Znojmo, grand-duc princep de Pologne de 1229 à 1232 et duc de Mazovie
- Henri Ier le Barbu (né vers 1165 – mort le 19 mars 1238), grand-duc princep de Pologne de 1232 à 1238 (restauration)
- Henri II le Pieux (né vers 1196 – 9 avril 1241), fils de Henri Ier et d'Edwige de Silésie, grand-duc princep de Pologne de 1238 à 1241, duc de Wrocław et de Grande-Pologne
- Boleslas II le Chauve (né vers 1220/1225 - mort le 26 décembre 1278), fils d'Henri II et d'Anne de Bohême, grand-duc princep de Pologne de 1241 à 1241 et duc de Silésie
- Conrad Ier de Mazovie (né vers 1187/88 – mort le 31 août 1247), grand-duc princep de Pologne de 1241 à 1243 (restauration)
- Boleslas V le Pudique (né le 21 juin 1226 – mort le 7 décembre 1279), fils de Lech et de Grzymisława de Luck, grand-duc princep de Pologne de 1243 à 1279
- Lech II le Noir (né vers 1241 – mort le 30 septembre 1288), fils de Casimir Ier de Cujavie et de Constance de Wrocław (en), grand-duc princep de Pologne de 1279 à 1288
- Boleslas II de Mazovie (né vers 1251 – mort le 20 avril 1313), fils de Siemovit Ier de Mazovie et de Pereyaslava de Galicie, grand-duc princep de Pologne de 1288 à 1288
- Henri IV le Juste (né vers 1257/1258 – mort le 23 juin 1290), fils d'Henri III le Blanc et de Judith de Mazovie, grand-duc princep de Pologne de 1288 à 1289 et duc de Basse-Silésie
- Boleslas II de Mazovie (né vers 1251 – mort le 20 avril 1313), grand-duc princep de Pologne de 1289 à 1289 (restauration)
- Ladislas Ier de Pologne (né en 1261 – mort le 2 mars 1333), fils de Casimir Ier de Cujavie et d'Euphrosyne d'Opole, grand-duc princep de Pologne de 1289 à 1289
- Henri IV le Juste (né vers 1257/1258 – mort le 23 juin 1290), grand-duc princep de Pologne de 1289 à 1290 (restauration)

### Rois de Pologne
- Przemysl II (né le 14 octobre 1257 – mort le 8 février 1296), fils de Przemysl Ier de Grande-Pologne et Élisabeth de Wrocław (en), grand duc de Pologne de 1291 à 1291, roi de Pologne de 1295 à 1296, également duc de Poznań, de Grande-Pologne et de Poméranie
- Ladislas Ier de Pologne (né en 1261 – mort le 2 mars 1333), roi de Pologne de 1320 à 1333 (restauration)
- Casimir III de Pologne (né le 30 avril 1310 – 5 novembre 1370), fils de Ladislas Ier de Pologne et d'Edwige de Kalisz, roi de Pologne de 1333 à 1370

### Reines et princesses consorts
- Gertrude de Pologne, fille de Mieszko II de Pologne, grande princess consort de la Rus' de Kiev, mère de Iaropolk de Kiev.
- Świętosława, fille de Mieszko Ier de Pologne, reine consort de Danemark, Norvège, Suède et Angleterre, mère de Knut le Grand.
- Świętosława de Pologne, fille de Casimir Ier le Restaurateur, reine consort de Bohême.
- Richezza de Pologne, fille de Boleslas III Bouche-Torse, reine consort de Suède, mère de Knut V de Danemark et de Sophie de Polock.
- Richezza de Pologne, fille de Ladislas II le Banni, reine consort de León et Galice, reine consort de Castille, impératrice consort de toute l'Espagne.
- Salomé de Pologne, fille de Lech le Blanc, reine consort de Halytch.
- Fenenna d’Inowrocław, fille de Siemomysl d’Inowrocław, reine consort de Hongrie.
- Élizabeth Ryksa, fille de Przemysl II, reine consort de Pologne et de Bohême
- Viola Élizabeth de Cieszyn, fille de Mieszko de Cieszyn, reine consort de Hongrie, de Bohême et de Pologne.
- Marie de Bytom, fille de Casimir de Bytom, reine consort de Hongrie.
- Béatrice de Świdnica, fille de Bolko Ier de Świdnica, reine des Romains.
- Edwige de Kalisz, fille de Boleslas le Pieux, reine consort de Pologne, mère de Casimir III de Pologne et d'Élisabeth de Pologne.
- Élisabeth de Pologne, fille de Ladislas Ier de Pologne, reine consort de hongrie, mère de Louis Ier de Hongrie et de Charles Robert de Hongrie.
- Anne de Schweidnitz, fille d'Henri II de Świdnica, reine consort de Germanie, de Bohême et impératrice consort du Saint-Empire, mère de Venceslas de Luxembourg.
- Edwige de Sagan, fille d'Henri V de Fer, reine consort de Pologne.

### Archevêques
- Boleslas de Toszek, fils de Casimir de Bytom, archevêque d'Esztergom
- Ladislas (archevêque de Salzbourg), fils d'Henri II le Pieux, archevêque de Salzbourg

### Évêques
- Iaroslav d'Opole, fils de Boleslas Ier le Long, évêque de Wrocław.
- Mieszko de Siewierz , fils de Casimir de Bytom, évêque de Nitra et de Veszprém.
- Henri de Mazovie (en), fils de Siemovit III de Mazovie, évêque de Płock.
- Jean Kropidło, fils de Bolko III d'Opole, évêque de Poznań, Włocławek, Kamień et de Chełmno, archevêque de Gniezno (formellement).
- Venceslas II de Legnica, fils de Venceslas Ier de Legnica, évêque de Lebus et de Wrocław.
- Henri VIII de Legnica, fils de Venceslas Ier de Legnica, évêque de Wrocław.
- Conrad IV d'Oleśnica, fils de Conrad III d'Oleśnica, évêque de Wrocław.
- Alexandre de Mazovie, fils de Siemovit IV de Mazovie, évêque de Trente
- Casimir III de Płock, fils de Boleslas IV de Varsovie, évêque de Płock.

## Arbre généalogique
- Mieszko Ier (mort en 992), roi de Pologne
  - Boleslas Ier le Vaillant (mort en 1025), roi de Pologne
    - Bezprym (mort en 1032), duc de Pologne
    - Reglindis, épouse Hermann Ier de Misnie
    - Mieszko II Lambert (990-1034), roi de Pologne
      - Casimir Ier le Restaurateur (1016-1058), duc de Pologne
        - Boleslas II (mort vers 1081), roi de Pologne
          - Mieszko (mort en 1089), prince de Cracovie

        - Ladislas Ier Herman (mort en 1102), duc de Pologne
          - Zbigniew (mort vers 1113), duc de Pologne
          - Boleslas III Bouche-Torse (mort en 1138), roi de Pologne
            - Ladislas II le Banni (1105-1159), duc de Silésie
            - Richiza (1116-1185), épouse Magnus le Fort puis Volodar de Minsk puis Sverker l'Ancien
            - Boleslas IV le Frisé (1125-1173), duc de Mazovie et de Cujavie
              - Lech (mort en 1186), duc de Mazovie

            - Mieszko III le Vieux (1126-1202), duc de Grande-Pologne
              - voir ci-dessous

            - Henri (1127-1166), duc de Sandomierz
            - Dobroniega (en) (1128 – après 1147), épouse Thierry II de Lusace
            - Judith (en) (née en 1132), épouse Othon Ier de Brandebourg
            - Agnès (en) (1137 – après 1182), épouse Mstislav II de Kiev
            - Casimir II le Juste (1138-1194), duc de Wiślica
              - voir ci-dessous

          - Sophie (morte avant 1112), épouse Iaroslav Sviatopolkovich
          - Agnès (morte en 1127), abbesse de Quedlinbourg et Gandersheim
          - Adélaïde (morte en 1127), épouse Thierry III de Vohburg

        - Mieszko (en) (1045-1065), duc de Cujavie ?
        - Świętosława (morte en 1126), épouse Vratislav II de Bohême

      - Richezza (morte après 1060), épouse Béla Ier de Hongrie
      - Gertrude (1025-1108), épouse Iziaslav Ier de Kiev

    - Otto (1000-1033), duc de Pologne

  - Świętosława, épouse Erik le Victorieux puis Sven à la Barbe fourchue
  - Mieszko (en) (mort après 992)
  - Świętopełk (en) (mort avant 991 ?)
  - Lambert (en) (mort après 992)

### Descendance de Ladislas II le Banni
- Ladislas II le Banni (1105-1159)
  - Boleslas Ier le Long (1127-1201)
    - Iaroslav d'Opole (mort en 1201)
    - Adélaïde (morte après 1213), épouse Děpold II de Bohême
    - Henri Ier le Barbu (mort en 1238)
      - Henri II le Pieux (1196-1241)
        - Gertrude (morte en 1247), épouse Boleslas Ier de Mazovie.
        - Constance (en) (morte en 1257), épouse Casimir Ier de Cujavie
        - Boleslas II le Chauve (mort en 1278)
          - Agnès (morte en 1265), épouse Ulrich Ier de Wurtemberg
          - Henri V le Gros (mort en 1296)
            - Euphémie (morte en 1347), épouse Othon de Goritz
            - Boleslas III le Prodigue (1291-1352)
              - Venceslas Ier de Legnica (mort en 1364)
              - Louis Ier de Brzeg (mort en 1398)

            - Henri VI le Bon (1294-1335)
              - Élisabeth (morte en 1328), épouse Conrad Ier d'Oleśnica
              - Euphémie (morte vers 1384), épouse Boleslas l'Aîné

            - Ladislas de Legnica (mort après 1352)

          - Edwige (morte après 1280), épouse Conrad II de Czersk
          - Bolko Ier de Świdnica (mort en 1301)
          - Bernard l’Adroit (mort en 1286)

        - Mieszko de Lubusz (mort en 1242)
        - Henri III le Blanc (mort en 1266)
        - Conrad II de Głogów (mort vers 1274)
        - Élisabeth (en) (morte en 1265), épouse Przemysl Ier de Grande-Pologne
        - Ladislas (1237-1270), archevêque de Salzbourg

      - Conrad le Frisé (mort en 1213)

  - Mieszko Ier Jambes Mêlées (mort en 1211)
    - Casimir Ier d'Opole (mort en 1230)
      - Mieszko II l'Obèse (mort en 1246)
      - Ladislas Ier d'Opole (mort en 1281/1282)
        - Mieszko de Cieszyn (mort vers 1315)
          - Ladislas d'Oświęcim (mort en 1324)
          - Casimir Ier de Cieszyn (mort en 1358)
          - Viola Élisabeth (morte en 1317), épouse Venceslas III de Bohême

        - Casimir de Bytom (mort en 1312)
          - Boleslas de Toszek (mort en 1329)
          - Ladislas de Bytom (mort avant 1352)
            - Casimir de Koźle (mort en 1347)
            - Euphémie (morte en 1378), épouse Conrad Ier d'Oleśnica
            - Boleslas de Bytom (mort vers 1355)
              - Élisabeth (morte en 1374), épouse Przemysław Ier Noszak
              - Euphémie (morte en 1411), épouse Venceslas de Niemodlin puis Bolko III de Ziębice

          - Mieszko de Siewierz (mort avant 1344)
          - Siemovit de Bytom (mort après 1342)
          - Marie (morte en 1317), épouse Charles Robert de Hongrie

        - Bolko Ier d’Opole (mort en 1313)
          - Boleslas l’Aîné (mort entre 1362 et 1365)
            - Boleslas II de Niemodlin (mort avant 1368)
            - Venceslas de Niemodlin (mort en 1369)
            - Henri de Niemodlin (mort en 1382)

          - Bolko II d’Opole (mort en 1356)
            - Ladislas II d'Opole (mort en 1401)
            - Bolko III d'Opole (mort en 1382)
              - Jean Kropidło (mort en 1421)
              - Bolko IV d'Opole (mort en 1437)
                - Bolko V le Hussite (mort en 1460)
                - Jean Ier d'Opole (mort en 1439)
                - Marguerite (morte en 1454/1455), épouse Louis III d'Oława
                - Nicolas Ier d'Opole (mort en 1476)
                  - Marguerite (morte en 1472), épouse Przemysław de Toszek
                  - Louis d'Opole (mort en 1475/1476)
                  - Jean II le Bon (mort en 1532)
                  - Nicolas II de Niemodlin (mort en 1497)
                  - Madeleine (morte en 1501), épouse Jean V de Racibórz

              - Henri II de Niemodlin (mort en 1394)
              - Bernard de Niemodlin (mort en 1455)

            - Henri d'Opole (mort entre 1356 et 1365)

          - Albert de Strzelce (mort entre 1366 et 1375)

        - Przemyslav de Racibórz (mort en 1306)
          - Lech de Racibórz (mort en 1336)
          - Anne (en) (morte en 1340), épouse Nicolas II d'Opava
          - Euphémie (en) (morte en 1359)

        - Constance (en) (morte en 1351), épouse Henri IV le Juste

      - Euphrosyne (morte en 1292), épouse Casimir Ier de Cujavie puis Mestwin II de Poméranie

  - Richezza (morte en 1185), épouse Alphonse VII de León et Castille puis Raymond-Bérenger II de Provence puis Albert III d'Everstein.
  - Conrad Ier de Głogów (mort en 1190)

### Descendance de Miezsko III le Vieux
- Mieszko III le Vieux (1126-1202)
  - Odon de Poznań (mort en 1194)
    - Ladislas (mort en 1239)
      - Edwige (morte après 1234), épouse Casimir Ier de Cujavie
      - Przemysł Ier de Grande-Pologne (mort en 1257)
        - Constance (en) (morte en 1281), épouse Conrad Ier de Brandebourg
        - Euphrosyne (en) (morte en 1298)
        - Anne (en) (morte après 1295)
        - Euphémie (en) (1253-1298)
        - Przemysł II (1257-1296), roi de Pologne
          - Élizabeth Ryksa (1286-1335), épouse Venceslas II de Bohême puis Rodolphe Ier de Bohême

      - Boleslas le Pieux (mort en 1279)
        - Élisabeth (morte en 1304), épouse Henri V le Gros
        - Edwige (mort en 1339), épouse Ladislas Ier le Bref

      - Salomé (en) (mort en 1267 ?), épouse Conrad II de Głogów
      - Euphémie (en) (morte après 1281), épouse Ladislas d’Opole

    - Euphrosyne (morte en 1235), épouse Świętopełk II de Poméranie

  - Étienne de Grande-Pologne (en) (mort en 1166/1177 ?)
  - Ludmilla (en) (morte avant 1223), épouse Ferry Ier de Lorraine
  - Élisabeth (morte en 1209), épouse Sobeslav II de Bohême puis Conrad II de Lusace
  - Judith (morte après 1201), épouse Bernard III de Saxe
  - Boleslas de Cujavie (1159-1195)
    - Eudoxie (morte en 1270), épouse Henri Ier de Schwerin

  - Mieszko le Jeune (mort en 1193)
  - Ladislas III aux Jambes Grêles (mort en 1231)
  - Anastasie (morte après 1240), épouse Bogusław Ier de Poméranie

### Descendance de Casimir II le Juste
- Casimir II le Juste (1138-1194)
  - Marie (morte en 1194), épouse Vsevolod IV de Kiev
  - Adélaïde (pl) (morte en 1211)
  - Lech Ier le Blanc (mort en 1227)
    - Salomé (morte en 1268), épouse Coloman de Galicie
    - Hélène (morte en 1265), épouse Vasilko Romanovich (en)
    - Boleslas V le Pudique (1226-1279)

  - Conrad Ier de Mazovie (mort en 1247)
    - Boleslas Ier de Mazovie (mort en 1248)
    - Casimir Ier de Cujavie (mort en 1267)
      - Lech II le Noir (mort en 1288)
      - Siemomysl d’Inowrocław (mort en 1287)
        - Fenenna (morte en 1295), épouse André III de Hongrie
        - Lech d'Inowrocław (mort en 1340)
        - Przemysl d’Inowrocław (mort en 1338/1339)
        - Casimir III de Gniewkowo (mort entre 1347 et 1350)
          - Élisabeth (en) (morte après 1345), épouse Étienne II Kotromanić
          - Ladislas le Blanc (mort en 1388)

      - Ladislas Ier le Bref (mort en 1333)
        - Cunégonde (en) (morte en 1331), épouse Bernard de Świdnica puis Rodolphe Ier de Saxe
        - Élisabeth (1305-1380), épouse Charles Robert de Hongrie
        - Casimir III le Grand (1309-1370)
          - Élisabeth (en) (1333-1361), épouse Bogusław V de Poméranie
          - Cunégonde (1334-1357), épouse Louis VI de Bavière
          - Anne (en) (1366-1425), épouse Guillaume de Cilli puis Ulrich de Teck

      - Casimir II de Łęczyca (mort en 1294)
      - Siemovit de Dobrzyń (mort vers 1312)
        - Lech de Dobrzyń (mort avant 1316)
        - Ladislas le Bossu (mort en 1351/1352)
        - Boleslas de Dobrzyń (mort en 1328)

      - Euphémie (en), épouse Georges Ier de Galicie

    - Siemowit Ier de Mazovie (mort en 1262)
    - Judith (morte entre 1257 et 1263), épouse Mieszko II l'Obèse puis Henri III le Blanc

## Sources
- (en) Cet article est partiellement ou en totalité issu de l’article de Wikipédia en anglais intitulé « Piast dynasty » (voir la liste des auteurs).